# 観福寺 (香取市牧野)
観福寺（かんぷくじ）は、千葉県香取市牧野にある真言宗豊山派の寺院。山号は妙光山。

## 歴史
寺伝によれば、寛平2年（890年）、尊海僧正の開基という。本尊は平将門の守護仏とされる聖（しょう）観世音菩薩。千葉氏の祈願所として歴代武将の厚い信仰を受け、中世以降佐原の伊能家一族の帰依を受けるようになり、江戸時代には末寺五十三ヶ寺をもつ中本山として厄除大師信仰の中心となって庶民の信仰を一身に集めた。

## 境内

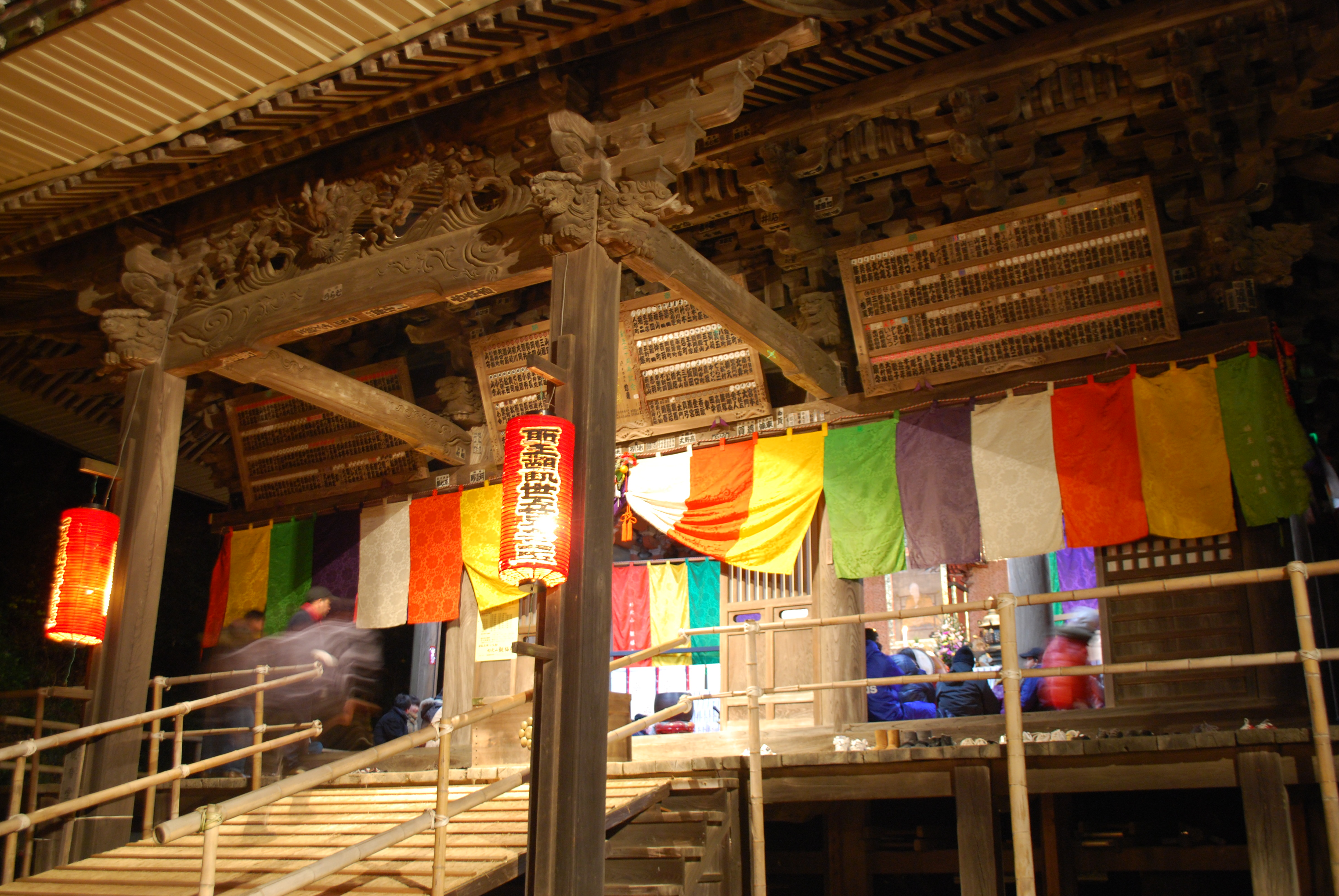
新年の護摩修業が行われる大師堂

- 本堂　 - 文化8年（1811年）、鐘眞和尚再建。
- 大師堂 - 弘法大師像が安置され、川崎大師、西新井大師とともに日本厄除三大師のひとつと称される。文政12年（1829年）、秀珍和尚建立。
- 観音堂 - 本尊聖観世音菩薩像が安置されている。元禄年間、春海和尚建立。
- 不動堂 - 身丈5尺、総高8尺の不動明王像を安置。文化15年（1818年）、快恵和尚再建。
- 鐘楼
- 毘沙門堂 - 平成7年（1995年）、量賢和尚建立。

参道から境内にかけて、春は枝垂れ桜、初夏は新緑、秋は紅葉と季節感あふれる趣を味わうことができる。日本地図を測量によって完成させた伊能忠敬の墓地（髪と爪を納める）をはじめ、国文学者の伊能頴則、楫取魚彦などの墓地があるほか、古い下総板碑など歴史的に貴重な資料が数多く残されている。

## 文化財

### 重要文化財（国指定）
- 銅造懸仏（かけぼとけ）4点 - 元来、香取神宮の本地仏として安置されていたもの。
  - 釈迦如来坐像 - 弘安5年（1282年）銘
  - 十一面観音坐像 - 弘安5年（1282年）銘
  - 地蔵菩薩坐像 - 延慶2年（1309年）銘
  - 薬師如来坐像

## 行事・護摩祈祷
護摩祈祷時間の受付は1時間前まで（受付時間9:00 - 16:30）(電話問い合わせ時間8：40 - 17：00)
- 毎月21日 月大師（護摩7時 11時、）※2月 - 5月の第2日曜 14時
- 1月 初護摩（1日 0時 1時半 10時 13時 15時、2日 - 7日 10時 13時 15時、第二日曜日 11時 14時、成人の日　11時 14時）
- 1月21日 初大師（護摩 7時 11時 14時）
- 2月3日 節分（護摩14時半）、星祭
- 4月6日 - 13日 札打
- 12月21日 納め大師　柴燈護摩（さいとうごま・古札お焚き上げ）古札は12月20日までに納める
- 12月31日 除夜の鐘（23時 - ）受付10時から

## 交通アクセス
- 鉄道
  - JR成田線 佐原駅下車
    - 徒歩約25分
    - 路線バス観福寺停留所下車
      - JRバス関東多古行き
      - 千葉交通山倉行き
- 高速バス
  - 関東鉄道 あそう号 八坂神社停留所下車徒歩15分